# 1-й гвардейский бомбардировочный авиационный корпус (первого формирования)
1-й гварде́йский бомбардиро́вочный авиацио́нный ко́рпус (1-й гв. бак) — соединение Военно-Воздушных сил (ВВС) Вооружённых Сил РККА, принимавшее участие в боевых действиях Великой Отечественной войны.

## Наименования корпуса

Командир корпуса генерал-майор авиации Ушаков В.А

- 2-й бомбардировочный авиационный корпус;
- 1-й гвардейский бомбардировочный авиационный корпус;
- 1-й гвардейский бомбардировочный авиационный Витебский корпус;
- 5-й гвардейский бомбардировочный авиационный Витебский корпус;
- 66-й гвардейский бомбардировочный авиационный Витебский корпус.

## Создание корпуса
Приказом НКО СССР 3 сентября 1943 года 1-й гвардейский бомбардировочный авиационный корпус сформирован путём преобразования из 2-го бомбардировочного авиационного корпуса

## Преобразование корпуса
1-й гвардейский Витебский бомбардировочный авиационный корпус 26 декабря 1944 года был переименован в 5-й гвардейский бомбардировочный авиационный Витебский корпус

## В действующей армии
В составе действующей армии:
- с 3 сентября 1943 года по 26 декабря 1943 года[3], всего 115 дней
- с 1 июня 1944 года по 26 декабря 1944 года[3], всего 209 дней

Итого: 324 дня

## Командир корпуса
- генерал-майор авиации Ушаков Владимир Алексеевич[4], период нахождения в должности: с 3 сентября 1943 года по 28 сентября 1944 года
- генерал-лейтенант авиации Ушаков Владимир Алексеевич[4], период нахождения в должности: с 28 сентября 1944 года по 26 декабря 1944 года

## В составе объединений
| Объединение                                 | Период                  |
| ------------------------------------------- | ----------------------- |
| 1-я воздушная армия Западный фронт          | 03.09.1943 — 26.12.1943 |
| Резерв ставки ВГК                           | 26.12.1943 — 01.06.1944 |
| 1-я воздушная армия 3-й Белорусский фронт   | 01.06.1944 — 01.07.1944 |
| 3-я воздушная армия 1-й Прибалтийский фронт | 01.07.1944 — 26.12.1944 |

## Соединения, части и отдельные подразделения корпуса
- 4-я гвардейская бомбардировочная авиационная дивизия (преобразована из 204-й бомбардировочной авиационной дивизии[5])
  - 124-й гвардейский бомбардировочный Ленинградский Краснознамённый орденов Суворова и Кутузова авиационный полк
  - 125-й гвардейский бомбардировочный Борисовский орденов Суворова и Кутузова авиационный полк им. М. Расковой
  - 126-й гвардейский бомбардировочный Молодечненский ордена Александра Невского авиационный полк
- 5-я гвардейская бомбардировочная авиационная дивизия (преобразована из 285-й бомбардировочной авиационной дивизии[5])
  - 35-й гвардейский бомбардировочный Сталинградский ордена Суворова авиационный полк
  - 127-й гвардейский бомбардировочный Борисовский ордена Суворова авиационный полк
  - 128-й гвардейский бомбардировочный Ленинградский Краснознамённый авиационный полк
- 113-я бомбардировочная авиационная дивизия (с 1 декабря 1943 года по 1 января 1944 года)
  - 6-й дальнебомбардировочный авиационный полк
  - 815-й дальнебомбардировочный авиационный полк
  - 836-й дальнебомбардировочный авиационный полк
  - 840-й дальнебомбардировочный авиационный полк
- 3-я отдельная гвардейская авиационная эскадрилья связи[3]
- 25-я отдельная гвардейская рота связи[3]
- 33-й отдельный взвод аэрофотослужбы[3] (с 01.09.1943 г.)
- 1242-я военно-почтовая станция[3]

## Участие в операциях и битвах
- Белорусская операция «Багратион» — с 23 июня 1944 года по 29 августа 1944 года.
- Витебско-Оршанская операция — с 23 июня 1944 года по 28 июня 1944 года.
- Минская операция — с 29 июня 1944 года по 4 июля 1944 года.
- Вильнюсская операция — с 5 июля 1944 года по 20 июля 1944 года.
- Шяуляйская операция — с 5 июля 1944 года по 31 июля 1944 года.
- Рижская операция — с 14 сентября 1944 года по 22 октября 1944 года.
- Мемельская операция — с 5 октября 1944 года по 22 октября 1944 года

## Почётные наименования
- 1-му гвардейскому бомбардировочному авиационному корпусу присвоено почётное наименование «Витебский»[6]
- 4-й гвардейской бомбардировочной авиационной дивизии присвоено почётное наименование «Борисовская»[7]
- 5-й гвардейской бомбардировочной авиационной дивизии присвоено почётное наименование «Оршанская»[8]
- 125-му гвардейскому бомбардировочному авиационному полку присвоено почётное наименование «Борисовский»[7]
- 126-му гвардейскому бомбардировочному авиационному полку присвоено почётное наименование «Молодечненский»[9]
- 127-му гвардейскому бомбардировочному авиационному полку присвоено почётное наименование «Борисовский»[7]

## Награды
- 4-я гвардейская Борисовская бомбардировочная авиационная дивизия Указом Президиума Верховного Совета СССР награждена орденом «Боевого Красного Знамени»
- 5-я гвардейская Оршанская бомбардировочная авиационная дивизия Указом Президиума Верховного Совета СССР награждена орденом «Боевого Красного Знамени»
- 126-й гвардейский Молодечненский бомбардировочный авиационный полк Указом Президиума Верховного Совета СССР награждён орденом «Александра Невского»
- 128-й гвардейский Ленинградский бомбардировочный авиационный полк Указом Президиума Верховного Совета СССР награждён орденом «Боевого Красного Знамени»

## Герои Советского Союза
- Аргунов Николай Филиппович, старший лейтенант, штурман эскадрильи 35-го гвардейского бомбардировочного авиационного полка 5-й гвардейской бомбардировочной авиационной дивизии 1-го гвардейского бомбардировочного авиационного корпуса 3-й воздушной армии Указом Президиума Верховного Совета СССР 23 февраля 1945 года удостоен звания Герой Советского Союза. Посмертно
- Джунковская (Маркова) Галина Ивановна, старший лейтенант, штурман эскадрильи 125-го гвардейского бомбардировочного авиационного полка 4-й гвардейской бомбардировочной авиационной дивизии 1-го гвардейского бомбардировочного авиационного корпуса 3-й воздушной армии Указом Президиума Верховного Совета СССР 18 августа 1945 года удостоена звания Герой Советского Союза. Золотая Звезда № 8912
- Живолуп Михаил Андреевич, подполковник, командир 126-го гвардейского бомбардировочного авиационного полка 4-й гвардейской бомбардировочной авиационной дивизии 1-го гвардейского бомбардировочного авиационного корпуса 1-й воздушной армии Указом Президиума Верховного Совета СССР 28 сентября 1943 года удостоен звания Герой Советского Союза. Золотая Звезда № 1125
- Люлин Сергей Михайлович, капитан, штурман эскадрильи 124-го гвардейского бомбардировочного авиационного полка 4-й гвардейской бомбардировочной авиационной дивизии 1-го гвардейского бомбардировочного авиационного корпуса 3-й воздушной армии Указом Президиума Верховного Совета СССР 18 августа 1945 года удостоен звания Герой Советского Союза. Посмертно
- Копейкин Игорь Валентинович, старшина, начальник связи эскадрильи 35-го гвардейского бомбардировочного авиационного полка 5-й гвардейской бомбардировочной авиационной дивизии 1-го гвардейского бомбардировочного авиационного корпуса 3-й воздушной армии Указом Президиума Верховного Совета СССР 23 февраля 1945 года удостоен звания Герой Советского Союза. Золотая Звезда № 5337
- Павлов Николай Дмитриевич, младший лейтенант, флагманский стрелок-радист 4-й гвардейской бомбардировочной авиационной дивизии 1-го гвардейского бомбардировочного авиационного корпуса 3-й воздушной армии Указом Президиума Верховного Совета СССР 26 октября 1944 года удостоен звания Герой Советского Союза. Золотая Звезда № 4169
- Пущин Михаил Николаевич, капитан, инспектор-лётчик по технике пилотирования 5-й гвардейской бомбардировочной авиационной дивизии 1-го гвардейского бомбардировочного авиационного корпуса 3-й воздушной армии Указом Президиума Верховного Совета СССР 23 февраля 1945 года удостоен звания Герой Советского Союза. Золотая Звезда № 7307
- Федутенко Надежда Никифоровна, майор, командир эскадрильи 125-го гвардейского бомбардировочного авиационного полка 4-й гвардейской бомбардировочной авиационной дивизии 1-го гвардейского бомбардировочного авиационного корпуса 3-й воздушной армии Указом Президиума Верховного Совета СССР 18 августа 1945 года удостоена звания Герой Советского Союза. Золотая Звезда № 7930
- Фомичёва Клавдия Яковлевна, капитан, командир эскадрильи 125-го гвардейского бомбардировочного авиационного полка 4-й гвардейской бомбардировочной авиационной дивизии 1-го гвардейского бомбардировочного авиационного корпуса 3-й воздушной армии Указом Президиума Верховного Совета СССР 18 августа 1945 года удостоена звания Герой Советского Союза. Золотая Звезда № 7929